# Alfredo Corrochano
Alfredo Corrochano Miranda (Madrid, 5 de octubre de 1912 - Granada, 27 de agosto de 2000) fue un torero español de la década de los años 1930, amigo de Ignacio Sánchez Mejías y Federico García Lorca, e hijo del escritor y periodista Gregorio Corrochano.

## Biografía
Hijo del periodista y cronista de guerra Gregorio Corrochano, histórico crítico taurino del periódico ABC, nació en Madrid, en la calle Conde Duque. Su formación académica transcurrió entre Madrid y Suiza, pasando también temporadas en Salamanca, donde acompañaba a su padre a presenciar faenas camperas en las distintas ganaderías de la dehesa charra.
Durante su carrera profesional, condicionada por las consecuencias de la guerra civil española, pudo entablar amistad con miembros allegados  a la familia Corrochano, como Ignacio Sánchez Mejías. En la finca de Pinomontano que poseía el diestro sevillano, además, conoció a los miembros de la élite cultural de la Generación del 27 como Federico García Lorca o Vicente Alexandre y personajes de la vida social de su tiempo, como Encarnación López "La Argentinita". En estos encuentros protagonizó algunas anécdotas con el poeta granadino, ante quien toreó durante algunas de las visitas de Lorca a la finca de Sánchez Mejías.
Los últimos años de su vida los pasó en la ciudad de Granada, donde residió junto a una de sus hijas. En este momento concedió su última entrevista y donde confesó algunos episodios de su vida, como el viaje en 1936 que realizó desde Madrid a Linares y donde compartió vagón con Federico García Lorca.

## Carrera profesional

### Novillero
La carrera profesional de Alfredo Corrochano dentro del mundo de los toros se inicia, como indicó el propio matador, por petición expresa del rey Alfonso XIII, quien enterado de sus pinitos como becerrista junto a Ignacio Sánchez Mejías quiso contar con el hijo del periodista Gregorio Corrochano para torear un festival a beneficio de la Ciudad Universitaria de Madrid. En esta ocasión participaba con Juan Belmonte, José García "Algabeño", Victoriano Roger "Valencia II" y Joaquín Rodríguez "Cagancho".
El 19 de junio de 1931 se presentaba en la Plaza de toros de Madrid con una novillada de Esteban Hernández, en la que le acompañó el diestro Manuel Fuentes Bejarano y Antoñete Iglesias.

### Matador de toros

#### Alternativa
Su doctorado como matador de toros llegó el 28 de febrero de 1932, en la Plaza de toros de Castellón. La tarde de su alternativa se anunciaron toros de la ganadería de doña Carmen de Federico, más conocida como Viuda de Murube, y como compañeros de terna Marcial Lalanda, que actuó como padrino, y el torero toledano Domingo Ortega como testigo:
"La entrada, buena en las localidades de sol y regular en las de sombra. Asiste el general Riquelme y antes de empezar  la corrida desfilan por el ruedo la banda de música y los clarines. Los toros, bravos y nobles, excpeto el tercero, mansurrón, que fue fogueado. 
Corrochano se aprieta de verdad en una serie de verónicas magníficas. Remata con media ceñidísima. (Olés y ovación final). En los quites son aplaudidos Marcial Lalanda y Corrochano. Éste hizo dos torerísimos.

Alfredo recibe los avíos de amtar de manos de Lalanda. El toro, quedado. El recipendario torero, inteligente, hace una faena eficaz, dominadora. Se apodera del bicho y le obliga a pasar, valeroso y diestro. Entra derecho y señala un buen pinchazo en lo duro. (Palmas). Sigue la faena, resposado, tranquilo. Otro pinchazo, sin que el toro haga nada por el torero. Descabella al segundo intento (Palmas generales)." 

#### Confirmación
La confirmaría en Las Ventas el 12 de mayo de ese año, siendo el padrino Manuel Mejías "Manolo Bienvenida" y el testigo Domingo Ortega. El toro se llamaba: "Cantero" de Argimiro Pérez Tabernero.
Como matador de toros fue también protagonista de la inauguración de la Plaza de toros de Santiago de Compostela, el 23 de julio de 1932, en la que se anunciaron Villalta, Corrochano y Maravilla con toros de Buenabarba.
El 23 de julio la de Santiago de Compostela, con toros de Buenabarba, para Villalta, Corrochano y Maravilla.
El 11 de agosto de 1934 interviene en la corrida de la plaza de toros de Manzanares (Ciudad Real) en la que Ignacio Sánchez Mejías es herido de muerte por el toro "Granadino", siendo Corrochano al que le tocó terminar la faena sobre "Granadino".
En la misma corrida en la que se despidió Juan Belmonte, cortó un rabo en la plaza de Las Ventas en Madrid en 22 de septiembre de 1935,. 
Torero bajito, de valor, técnica, buen banderillero y muy bueno con la mano izquierda. Tenía buena cultura y educación. Su maestro fue Ignacio Sánchez Mejías.
Se puede decir que la Guerra Civil lo retiró de los ruedos, dado que solo toreó cuando intentó volver en 1949 y actuó dos tardes, en Pontevedra y Oviedo.

## Obras
- Alfredo Corrochano: pasodoble torero (1930), de Florencio Ledesma y Rafael Oropesa.[7]